# کیودن، ستاگایا
کیودن، ستاگایا (به ژاپنی: 給田 Kyūden))، یکی از بخش‌های ستاگایا-کو، توکیو در ژاپن است.